# Carlos Balcéra
Juan Carlos Balcéra Romero (Sucre, 25 de septiembre de 1993) es un futbolista boliviano que juega como defensa en Atlético Sucre de la Asociación Chuquisaqueña de Fútbol.

## Clubes
| Club                    | País    | Año         |
| ----------------------- | ------- | ----------- |
| Universitario (USFX)    | Bolivia | 2017 - 2019 |
| Independiente Petrolero | Bolivia | 2019        |
| Real Potosí             | Bolivia | 2020        |
| Independiente Petrolero | Bolivia | 2021        |
| Universitario (USFX)    | Bolivia | 2021        |
| Mojocoya FC             | Bolivia | 2022        |
| Deportivo Alemán        | Bolivia | 2024        |
| Atlético Sucre          | Bolivia | 2025 -      |